# 伊斯法罕大巴扎

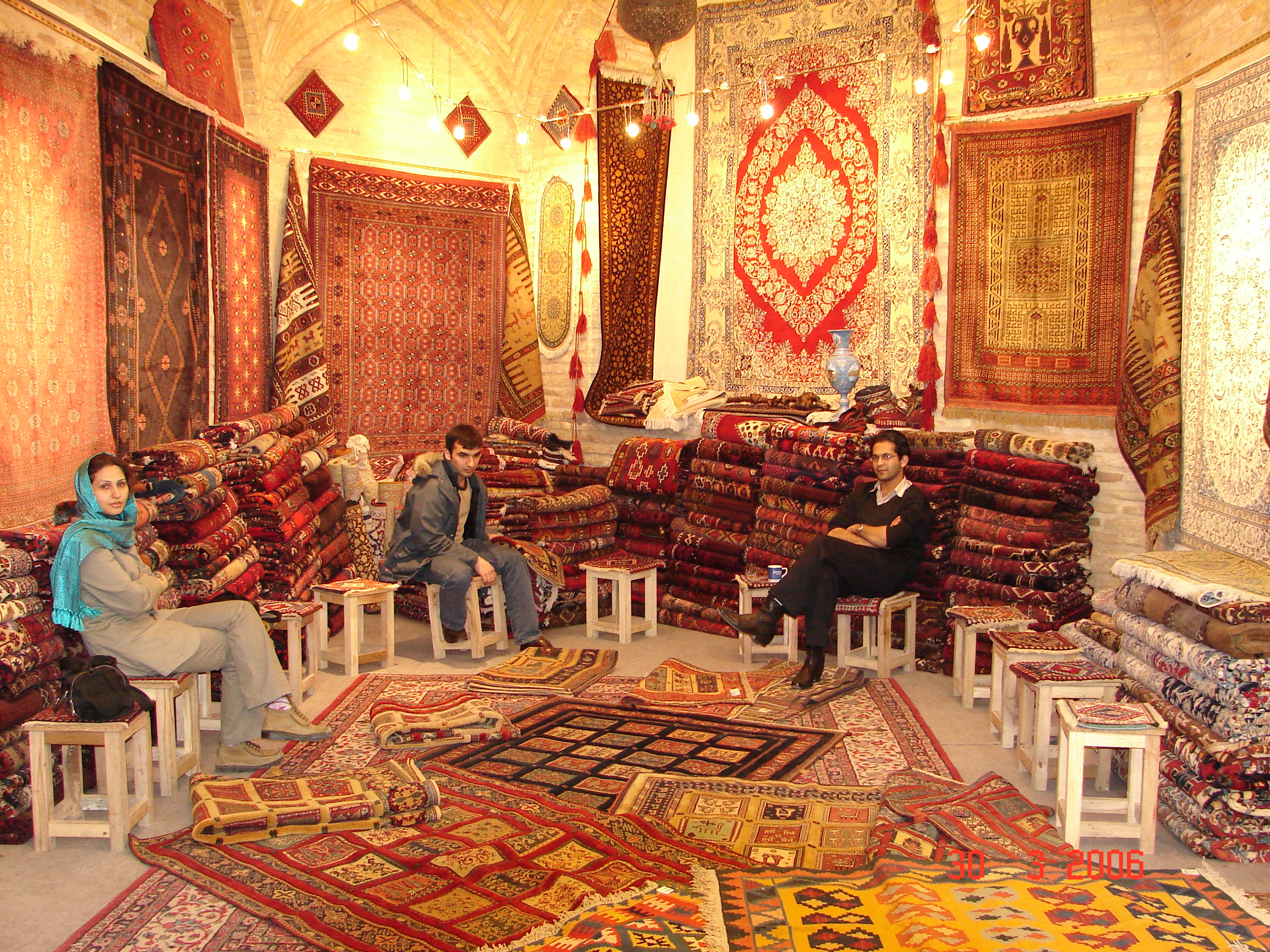
大巴扎

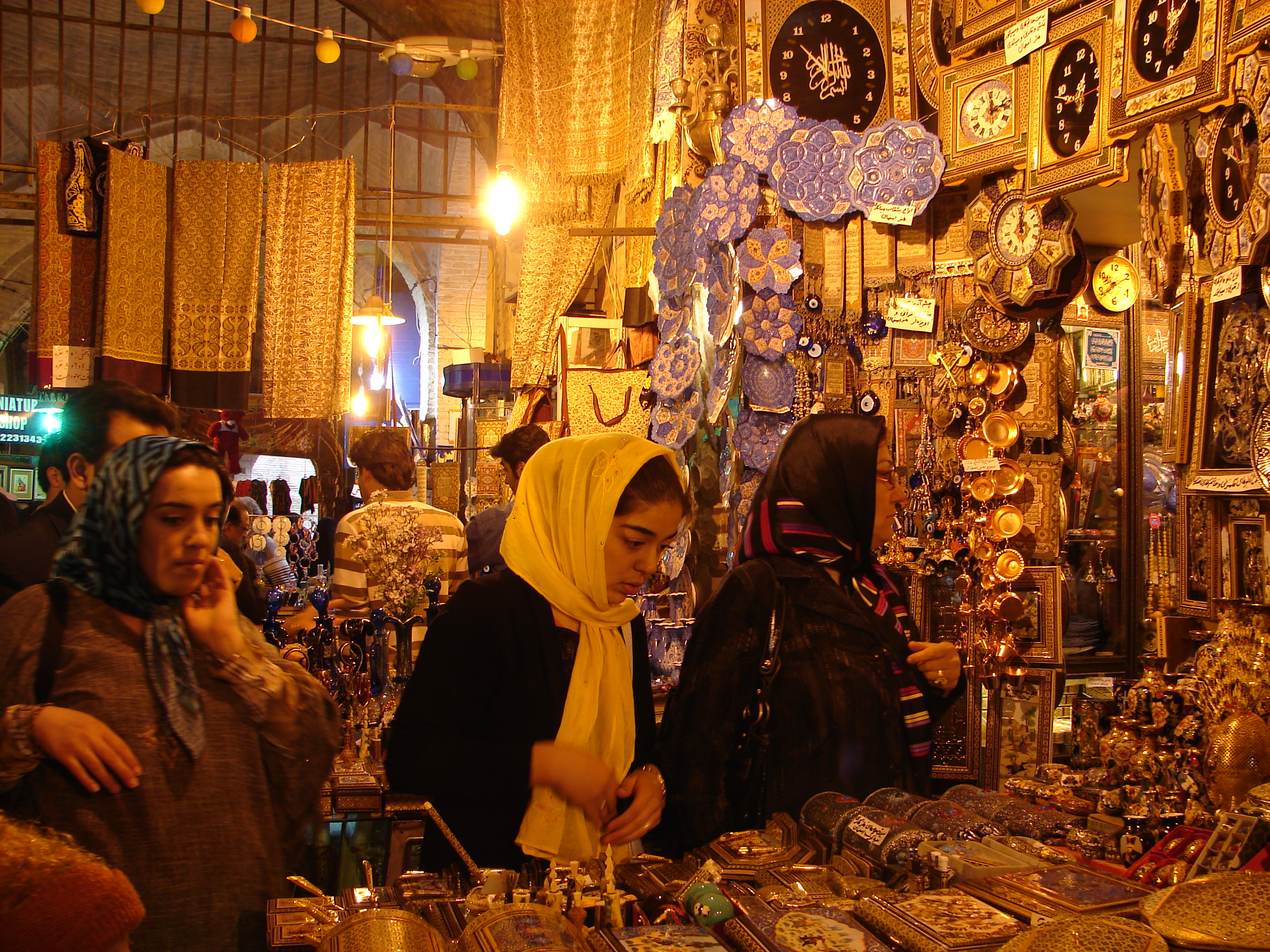
大巴扎

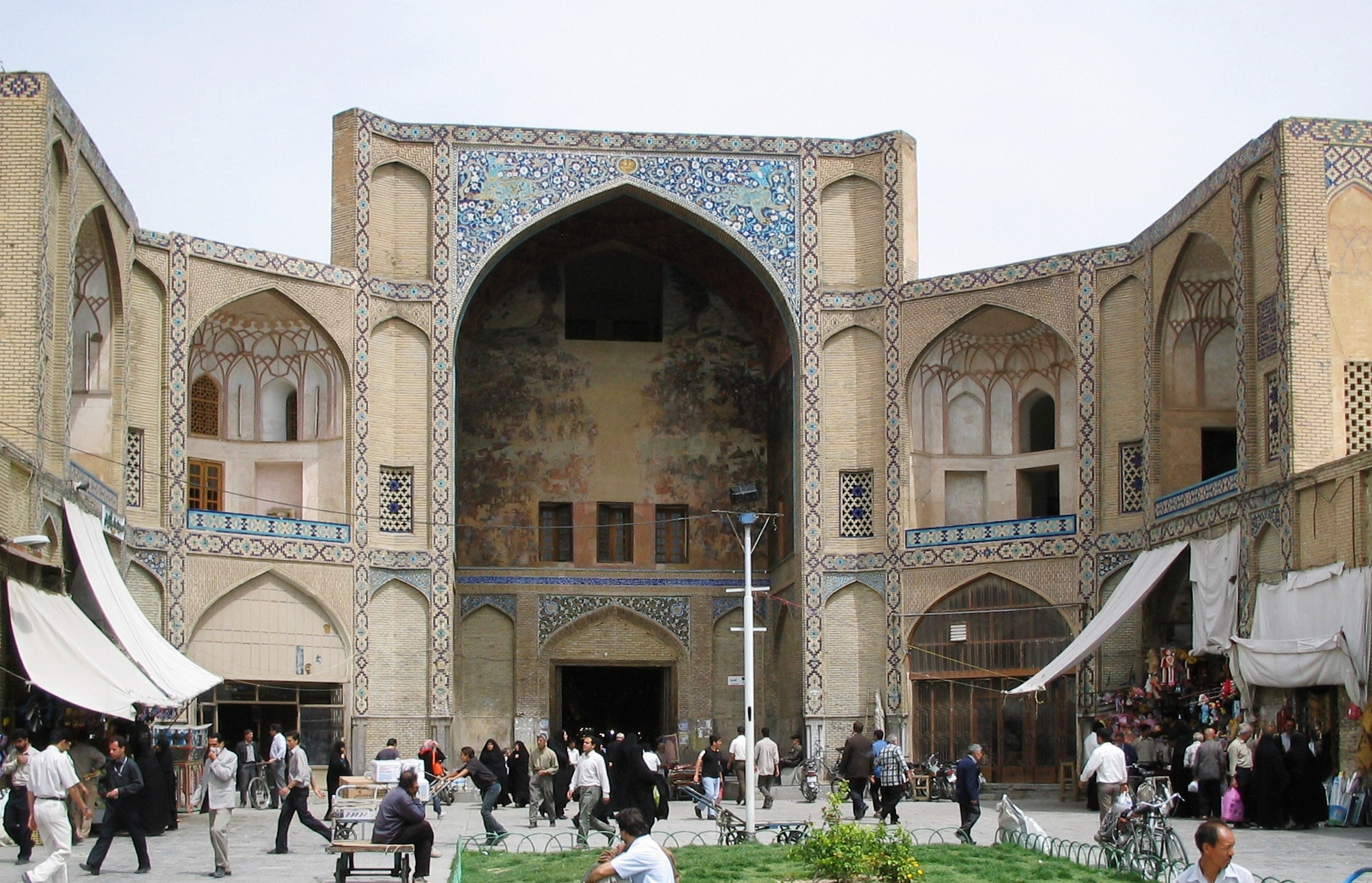
一个入口

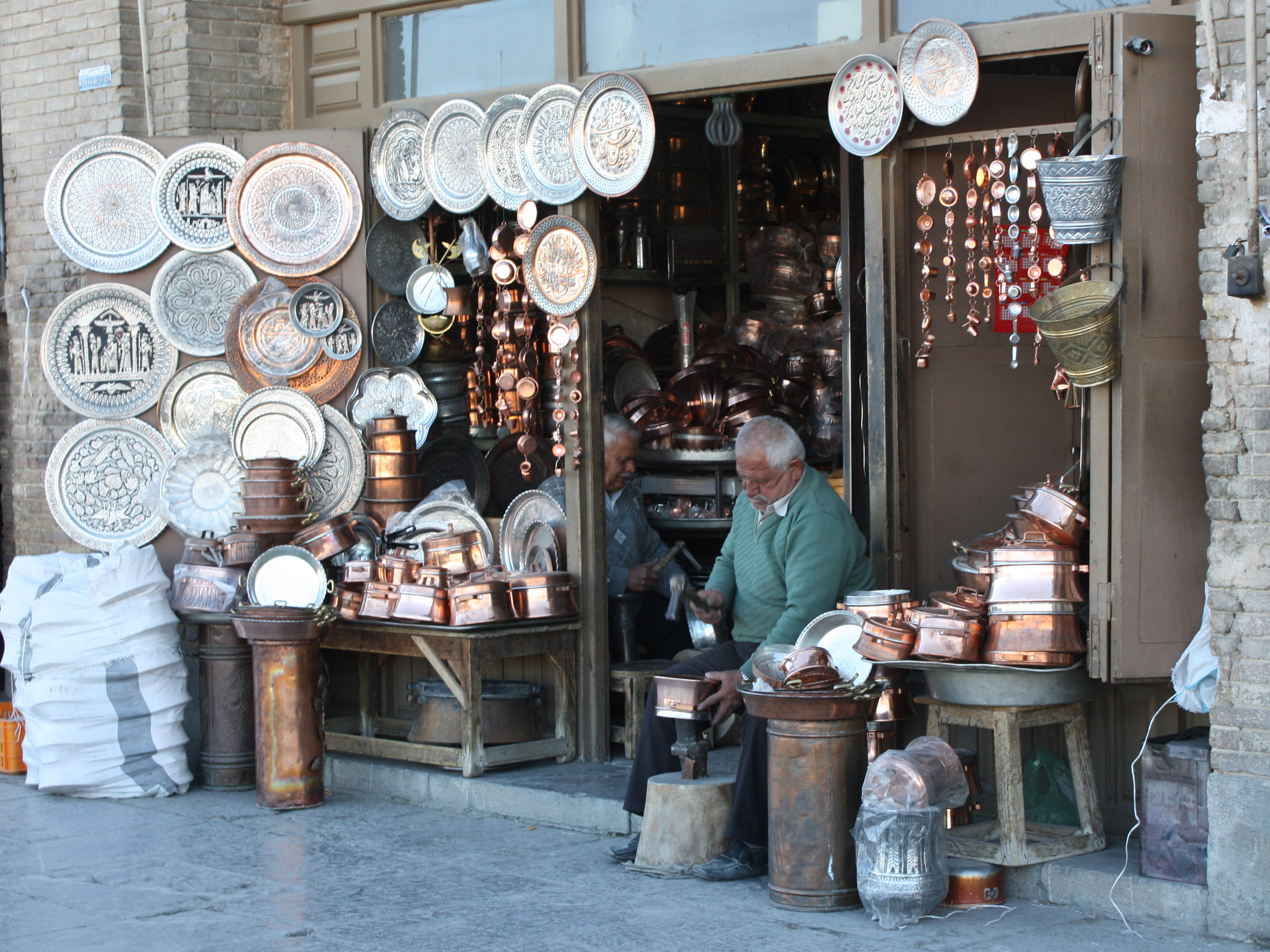
工艺品制造销售商

大巴扎 (波斯语: Bazar Bozorg, بازار بزرگ) 是伊朗伊斯法罕一个历史悠久的集市, 又名"Qeysarriyeh Bazaar" (波斯语: بازار قيصريه).也是中东最大、最古老的集市之一。这是一个两公里长的拱顶街道，连接新老城区。
其历史可追溯到11世纪。
大巴扎位于伊斯法罕老市中心，在伊玛目广场北段。正门叫 Qeisarieh ，你可以一直步行到伊斯法罕最古老的清真寺伊斯法罕聚礼清真寺（礼拜五清真寺），也是伊朗最古老的清真寺之一。